# Licaria parvifolia
Licaria parvifolia är en lagerväxtart som först beskrevs av Jean-Baptiste de Lamarck, och fick sitt nu gällande namn av Kostermans. Licaria parvifolia ingår i släktet Licaria och familjen lagerväxter. Inga underarter finns listade i Catalogue of Life.